# (8077) Hoyle
(8077) Hoyle (1986 AW2) – planetoida z pasa głównego asteroid okrążająca Słońce w ciągu 4,28 lat w średniej odległości 2,63 au. Odkryta 12 stycznia 1986 roku.